# Garoeda

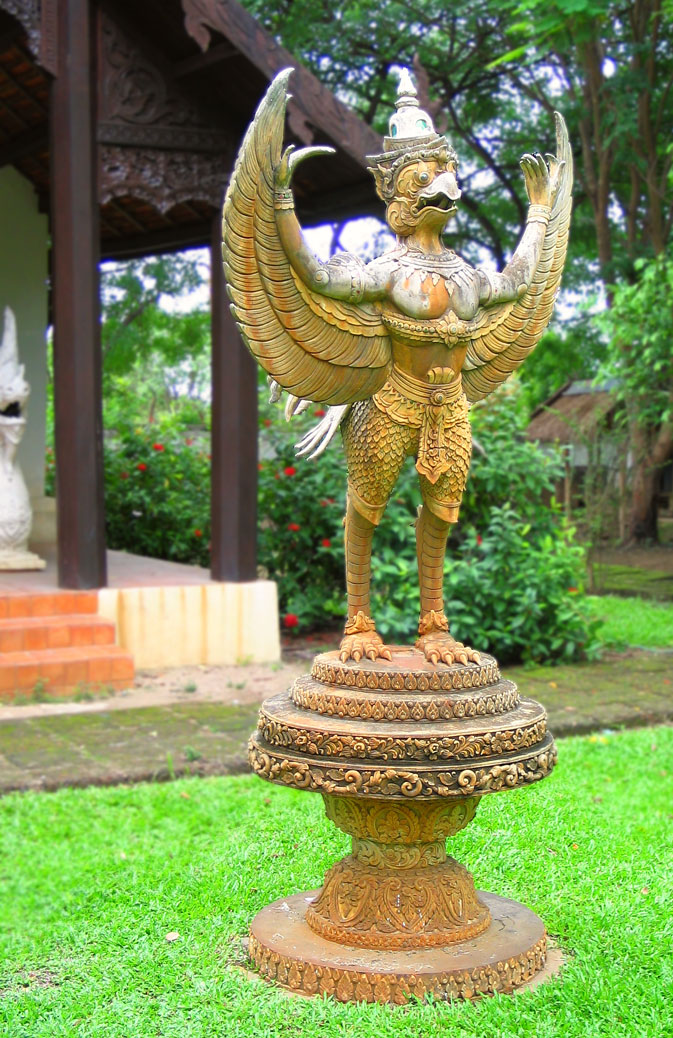
Een beeld van Garoeda in Thailand

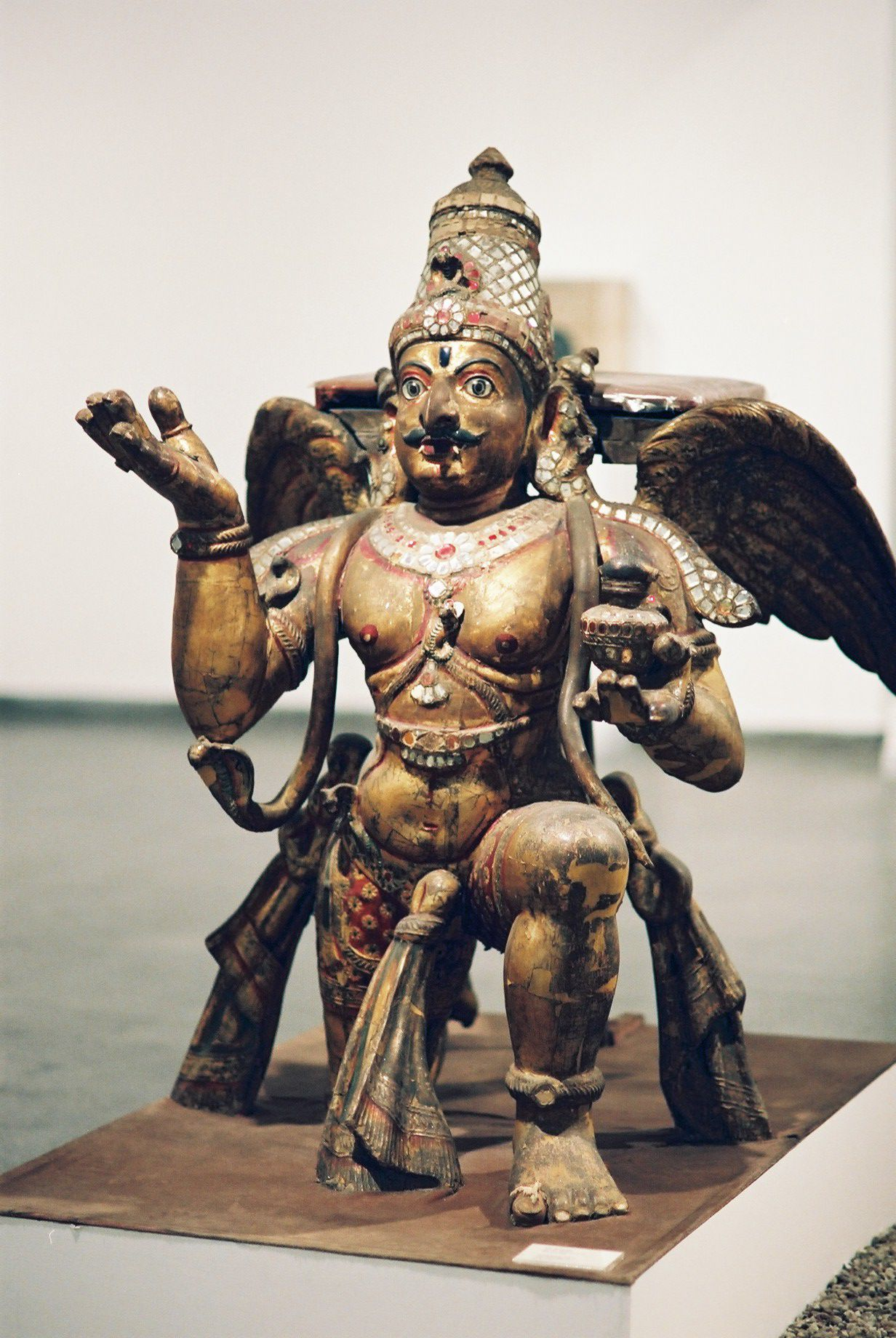
Garoeda in Delhi

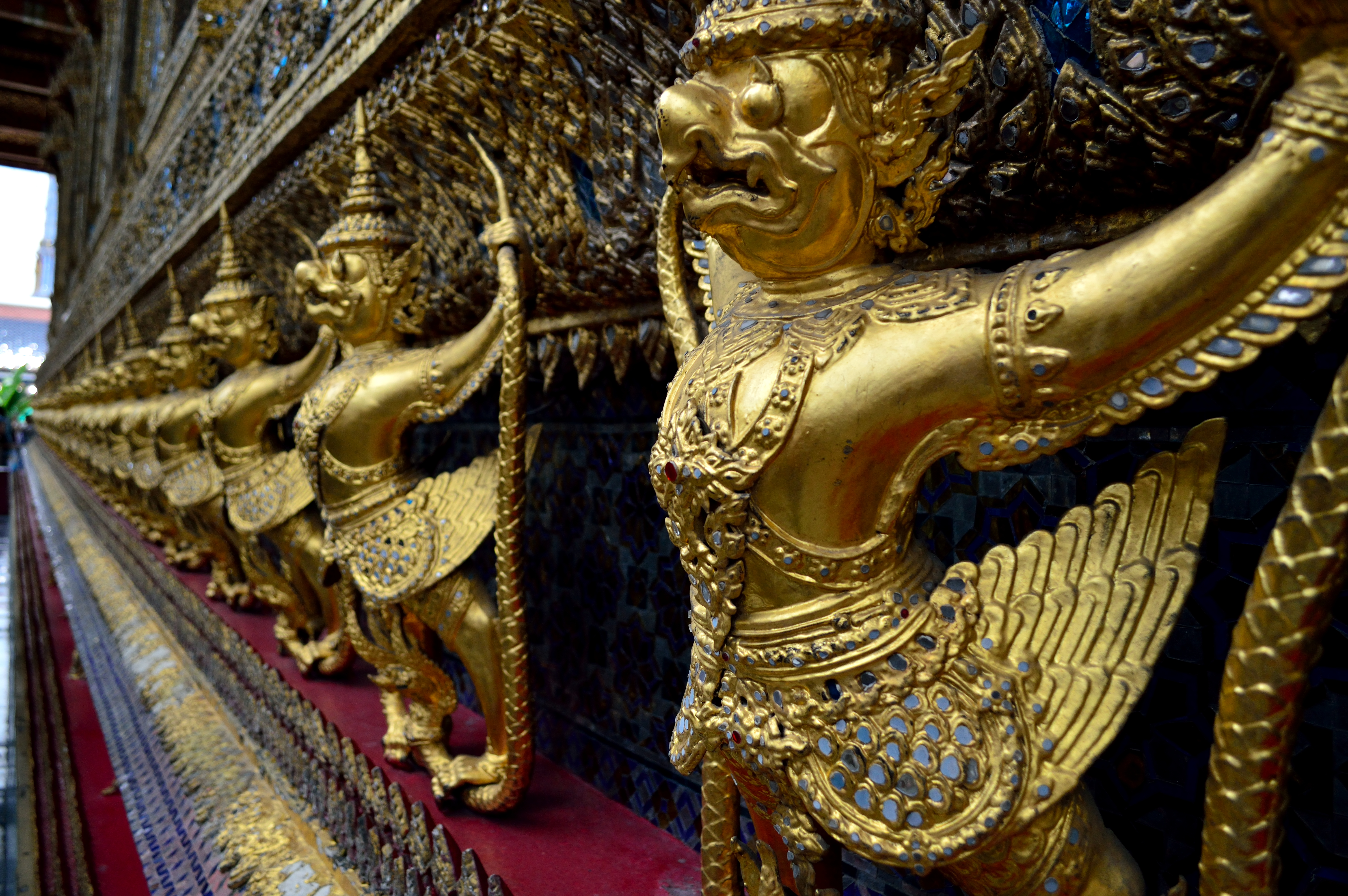
Garoeda en naga's, Wat Phra Kaew, Bangkok

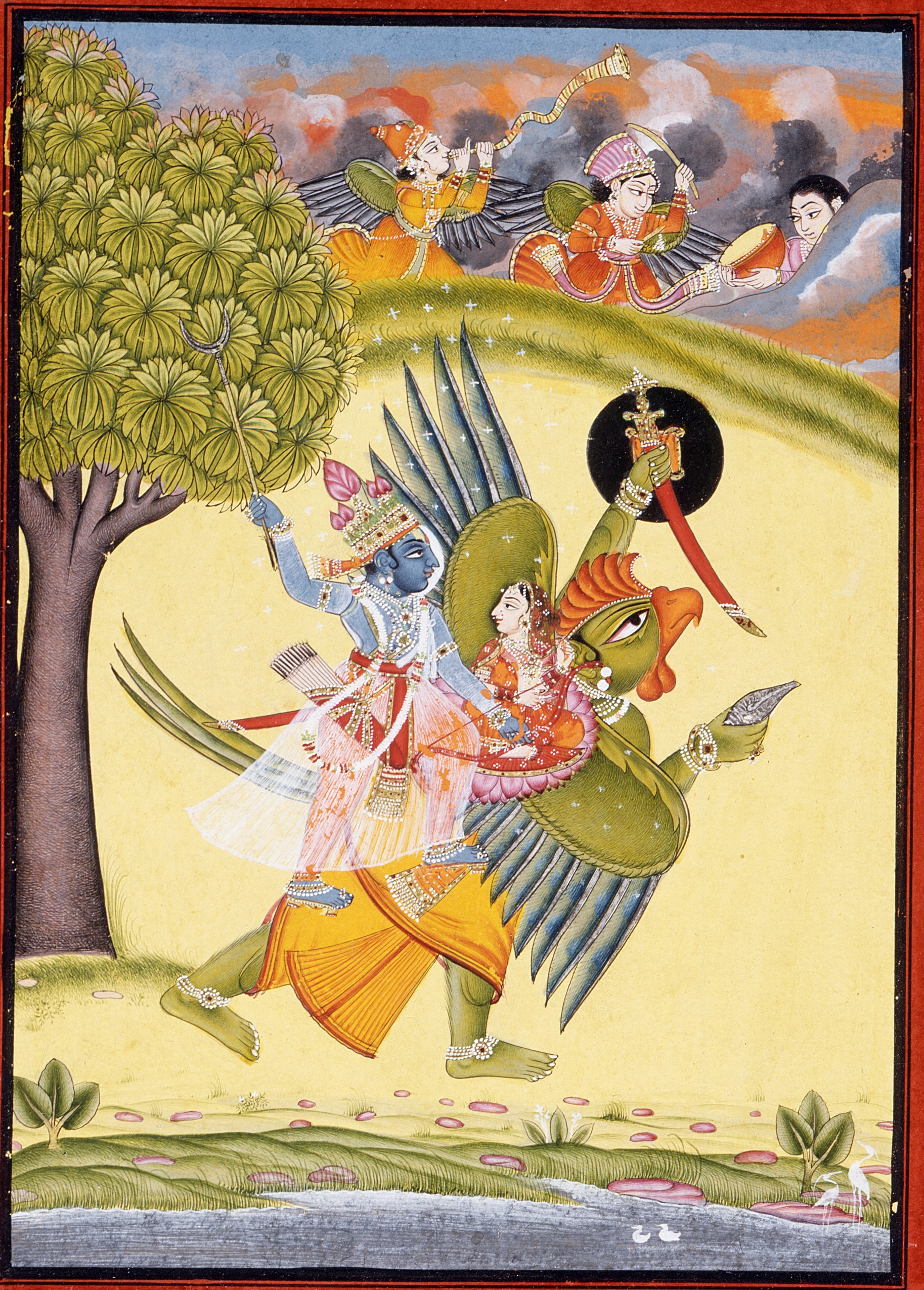
Garoeda met Vishnu en Lakshmi

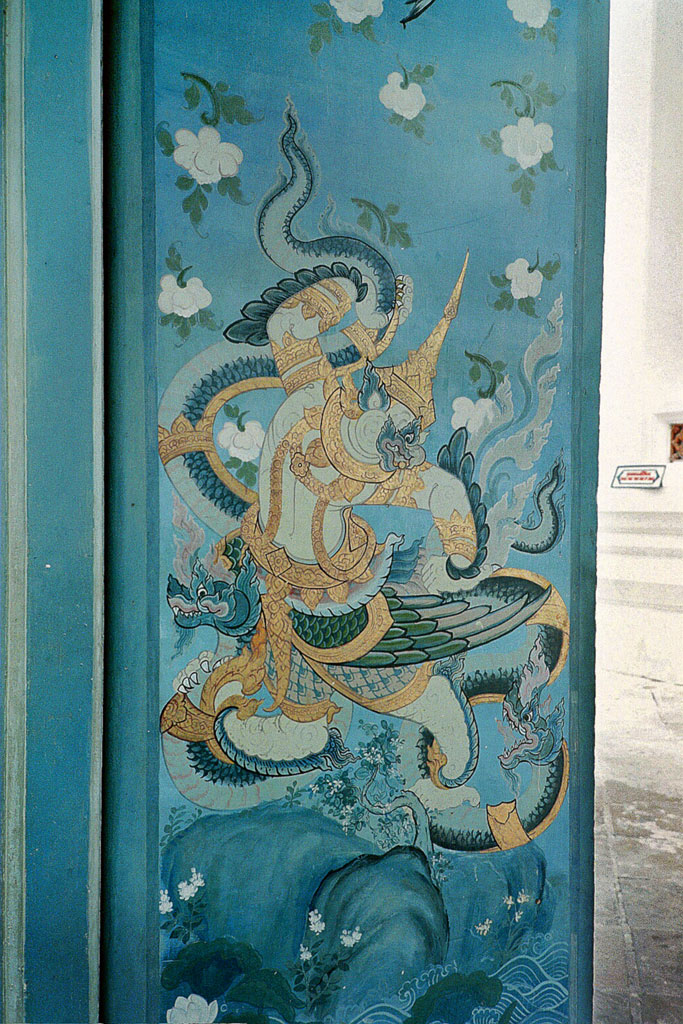
Garoeda

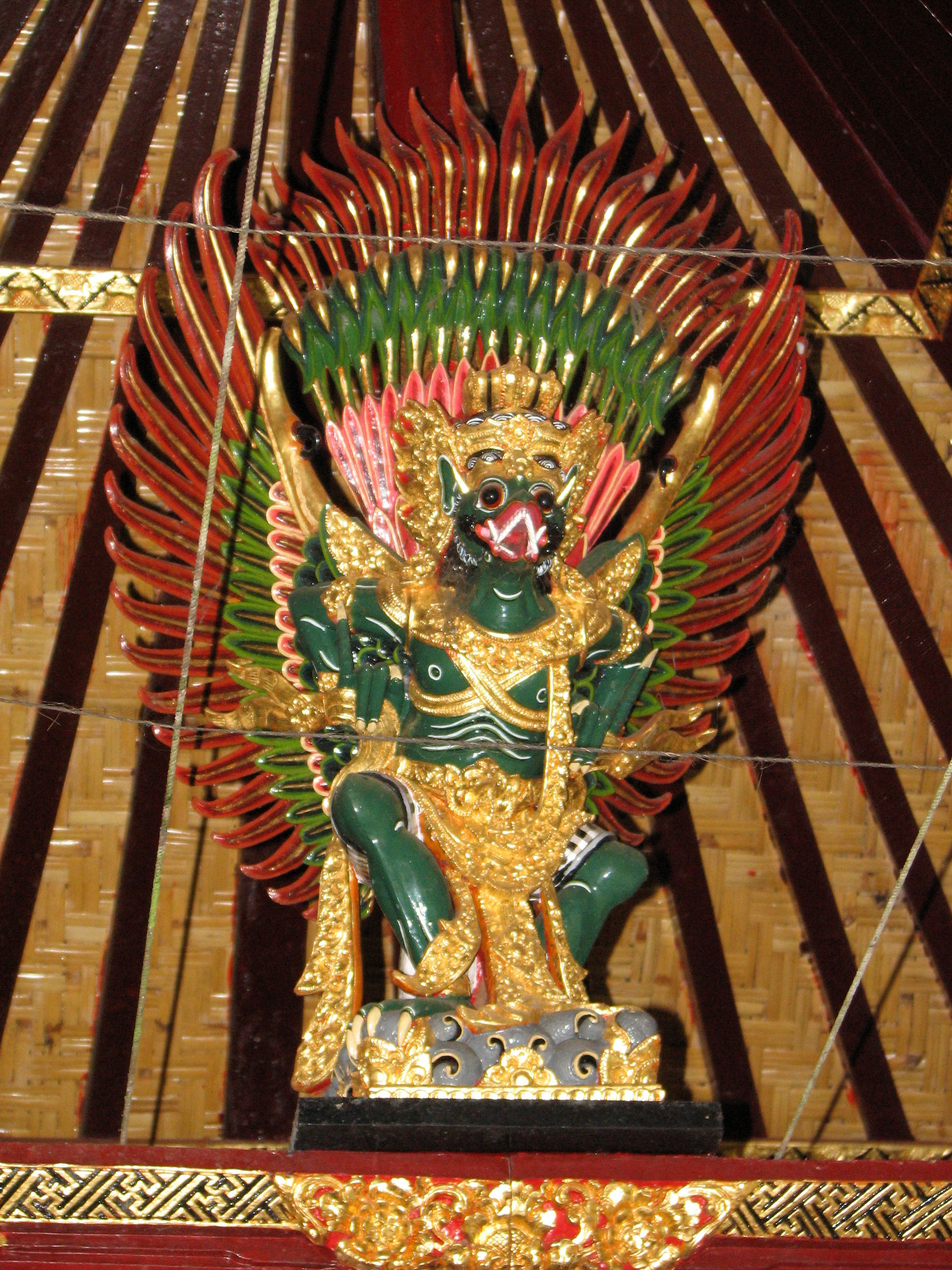
Garoeda in een tempel op Bali

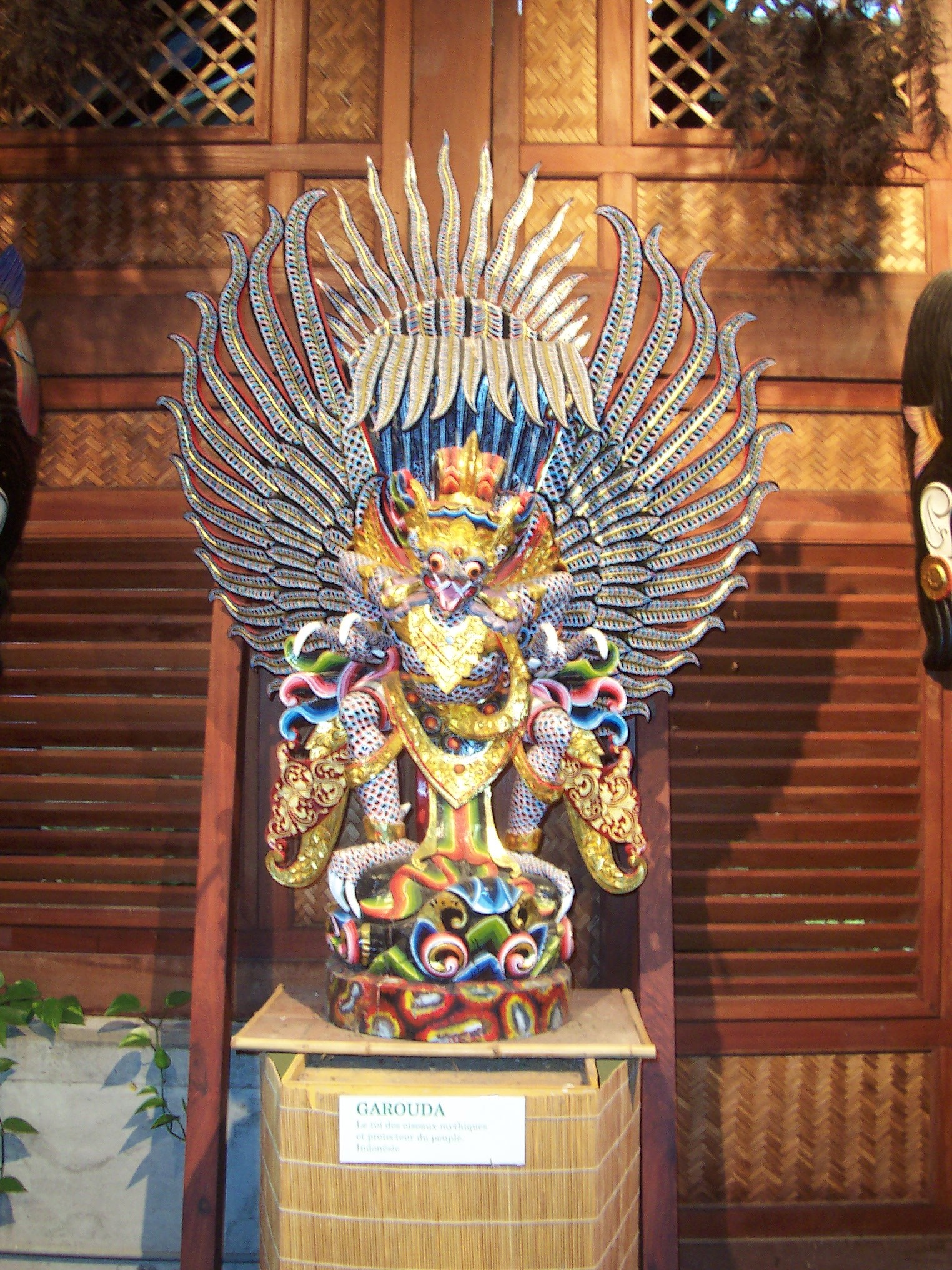
Garoeda (Québec)

Garoeda of Garuda is een godheid binnen het hindoeïsme, deels mens, deels adelaar. Hij wordt voornamelijk afgebeeld als het rijdier (vahana) van de god Vishnu. De Garoeda's vormen in het boeddhisme en het hindoeïsme ook een klasse goden (of bovennatuurlijk wezens). Mythes over Garoeda zijn wijdverbreid in zuidelijk Azië; Thailand en Indonesië hebben het wezen als nationaal symbool.

## Hindoeïsme
Garoeda is een mythologisch wezen: deels mens, deels vogel. Hij is het rijdier van de hindoegod Vishnu. In de Khmermythologie is hij dat ook van de hindoegod Krishna, maar alleen als deze wordt afgebeeld als een avatar (incarnatie) van Vishnu. Garoeda is verder de koning der vogels en is een nakomeling van Kaśyapa en Vinata, een van de dochters van Dakṣa. Hij is daarnaast de aartsvijand van naga's. Dit trekje heeft hij overgenomen van zijn moeder, die ooit ruzie heeft gehad met Kadru, een zus van haar en net als zijzelf getrouwd met Kasyapa. Kadru is de moeder van duizend naga's.
De gloed van Garoeda is oogverblindend, waardoor de goden ten onrechte dachten dat hij Agni was, de vuurgod en waardoor ze hem aanbaden. Garoeda wordt vaak afgebeeld als een wezen met kop, bek, vleugels en staart van een arend. Nochtans heeft hij de romp en de ledematen van een mens. Hij heeft een wit aangezicht, rode vleugels en een goudkleurig lichaam.
Verder heeft hij een zoon die Sampāti wordt genoemd. Zijn gemalin is Unnati of Wināyakā. Volgens de Mahabharata gaven zijn ouders hem de vrijheid om mensen op te peuzelen. Hij mag echter geen brahmanen verslinden. Eens had hij een brahmaan en diens vrouw ingeslikt, maar zijn keel verbrandde, waarna hij hen meteen weer uitbraakte.
Er wordt gezegd dat Garoeda ooit het amṛita (ambrozijn) gestolen had van de goden. Hij gebruikte het als losprijs om zijn moeder te bevrijden van Kadru, maar Indra kwam erachter en bevocht hem.

## Boeddhisme
Het verhaal van Garoeda ontstond in India en verspreidde zich naar andere gebieden in Azië. Er zijn duizenden boeddhistische teksten over Garoeda in Tibet, China, Japan, Zuidoost-Azië en Indonesië. In Tibet heeft hij de naam Khyung. Hij heeft gigantische afmetingen en is in staat met zijn vleugels het zonlicht te blokkeren. Khyung  is een verslinder van naga's. In de nyingma-traditie van het Tibetaans boeddhisme en in de traditie van de bön-religie speelt hij in het onderricht van de dzogchen een belangrijke rol. Hij vernietigt daar het gif, waarmee feitelijk onwetendheid wordt bedoeld.
In China heeft hij de naam Grote Peng. In de Chinese literatuur ligt minder de nadruk op het verslinden van draken. Grote Peng komt meerdere malen voor in een aantal romans, zoals De geschiedenis van Yue Fei. In De reis naar het westen, een van de vier klassieke romans van de Chinese literatuur, is Grote Peng de tegenstander van de apenkoning Sun Wukong. In Japan heeft hij de naam Karura. Hij is een van de manifestaties van de bodhisattva Kannon, de Japanse variant van Avalokitesvara, die in Japan terechtkwam via de Chinese variant Guanyin. In de hindoeïstische literatuur is Garoeda een individuele entiteit. Met name in de Japanse en Tibetaanse literatuur is sprake van meer entiteiten, die deel uitmaken van dezelfde mythische soort.

## Garoeda als nationaal symbool
Garoeda is in 1911 door koning Vajiravudh gekozen als  nationaal symbool van Thailand en vormt het centrale element in het wapen van Indonesië. Hij heeft in het Indonesische wapen zeventien veren aan elke vleugel, acht staartveren, negentien veren boven de staart en 45 nekveren. Samen staan ze voor de dag waarop de Indonesiërs de onafhankelijkheid uitriepen: 17 augustus (de achtste maand) 1945.
Op het vaandel dat de Garoeda vasthoudt, staat: Bhinneka Tunggal Ika, wat "Eenheid in verscheidenheid" betekent.
Op de borst van de Garoeda in het Indonesische wapen staat de Pancasila gesymboliseerd, vijf principes voor de Indonesische staat:
- De Ster
- De Gesloten Ketting
- De Waringinboom
- De Banteng
- De Rijsthalm en Katoentak

### Afbeeldingen

Het wapen van Indonesië
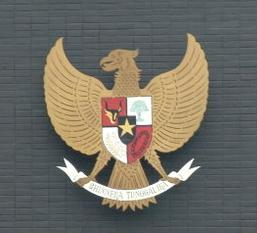
Garoeda als nationaal symbool van Thailand
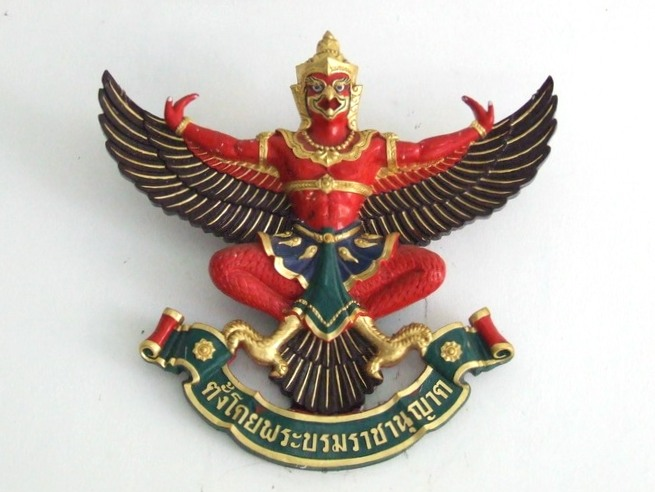

## Andere namen voor Garoeda in het Sanskriet
Garoeda heeft meerdere namen en bijnamen in het Sanskriet. 

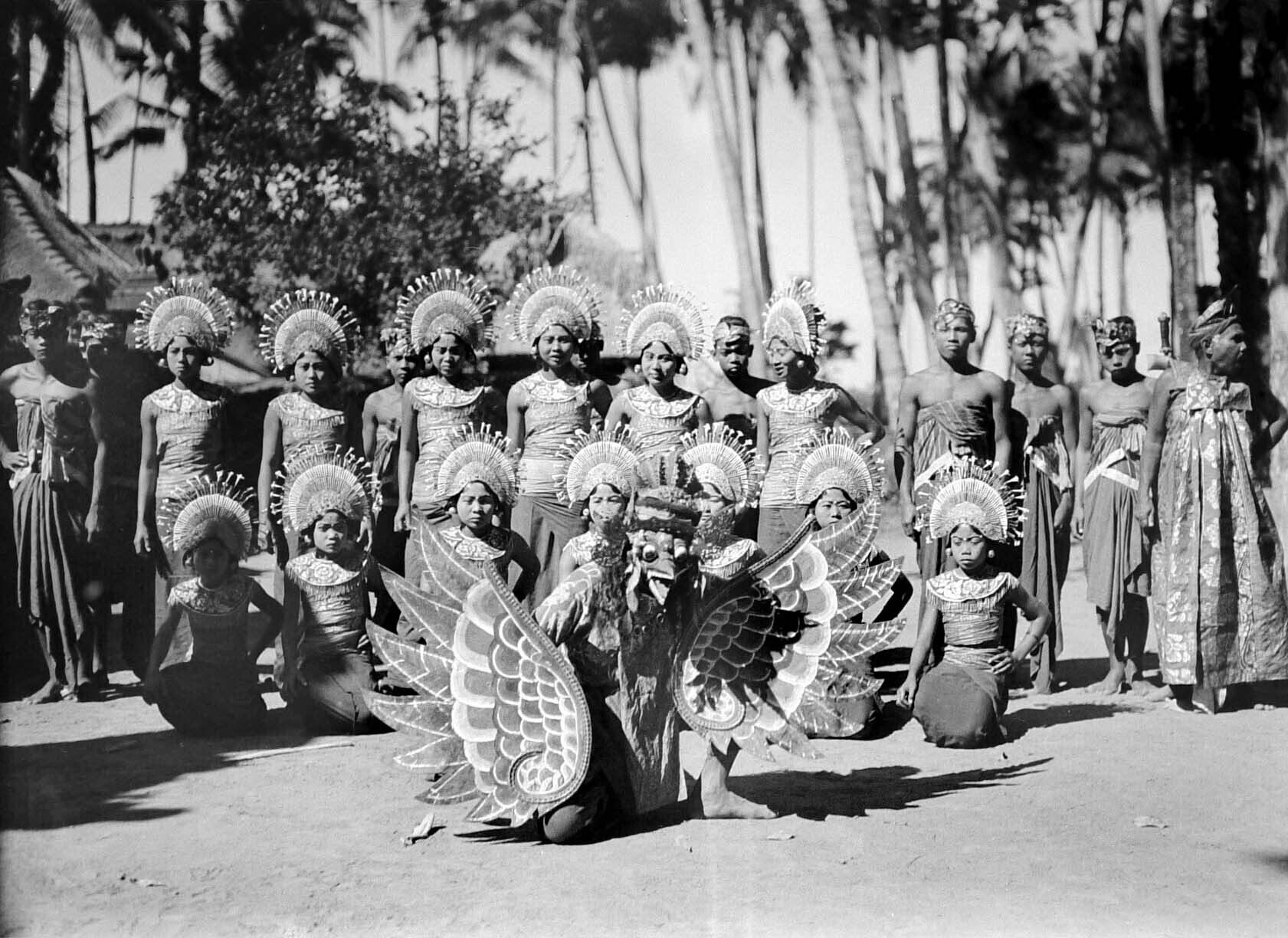
Balinese dansers, waarvan één verkleed als Garoeda, collectie Wereldmuseum Amsterdam

### Gebruikelijke namen
- Kaśyapi
- Wainateya
- Suparna
- Garutmān
- Dakṣāya
- Śālmalin
- Tārkṣya
- Wināyaka

### Bijnamen
- Sitānana, 'wit aangezicht'.
- Rakta-pakṣa, 'rode vleugels'.
- Śweta-rohita, 'de wit-rode'.
- Suwarṇakāya 'goudlijvige'.
- Gaganeśwara, 'koning van de lucht'.
- Khageśwara, 'koning der vogels'.
- Nāgāntaka, 'drakendoder'.
- Pannaganāśana, 'drakendoder'.
- Sarpārāti, 'vijanden der slangen'.
- Taraswin, 'de snelle'.
- Rasāyana, 'die erg snel beweegt als een zilver'.
- Kāmachārin, 'die gaat waarnaar zijn hart verlangt'.
- Kāmāyus, 'die leeft met plezier'.
- Chirād, 'veelvreter'.
- Wiṣṇuratha, 'Vishnu's strijdwagen'.
- Amṛtāharaṇa, 'amṛita-steler'.
- Sudhāhara, 'dief'.
- Surendrajit, 'Indra's overwinnaar'.
- Wajrajit, 'bliksemschicht-vernietiger'.

## Afbeeldingen

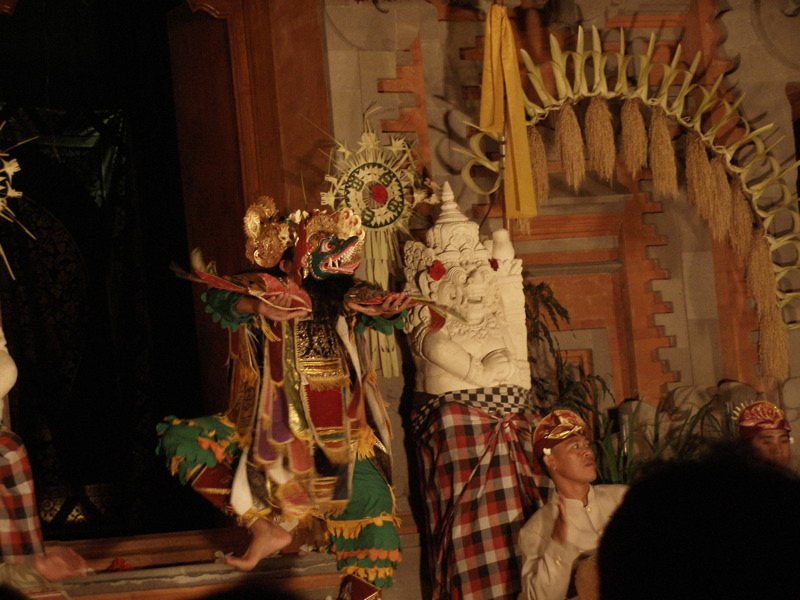
Garoeda tijdens een kecakvoorstelling op Bali
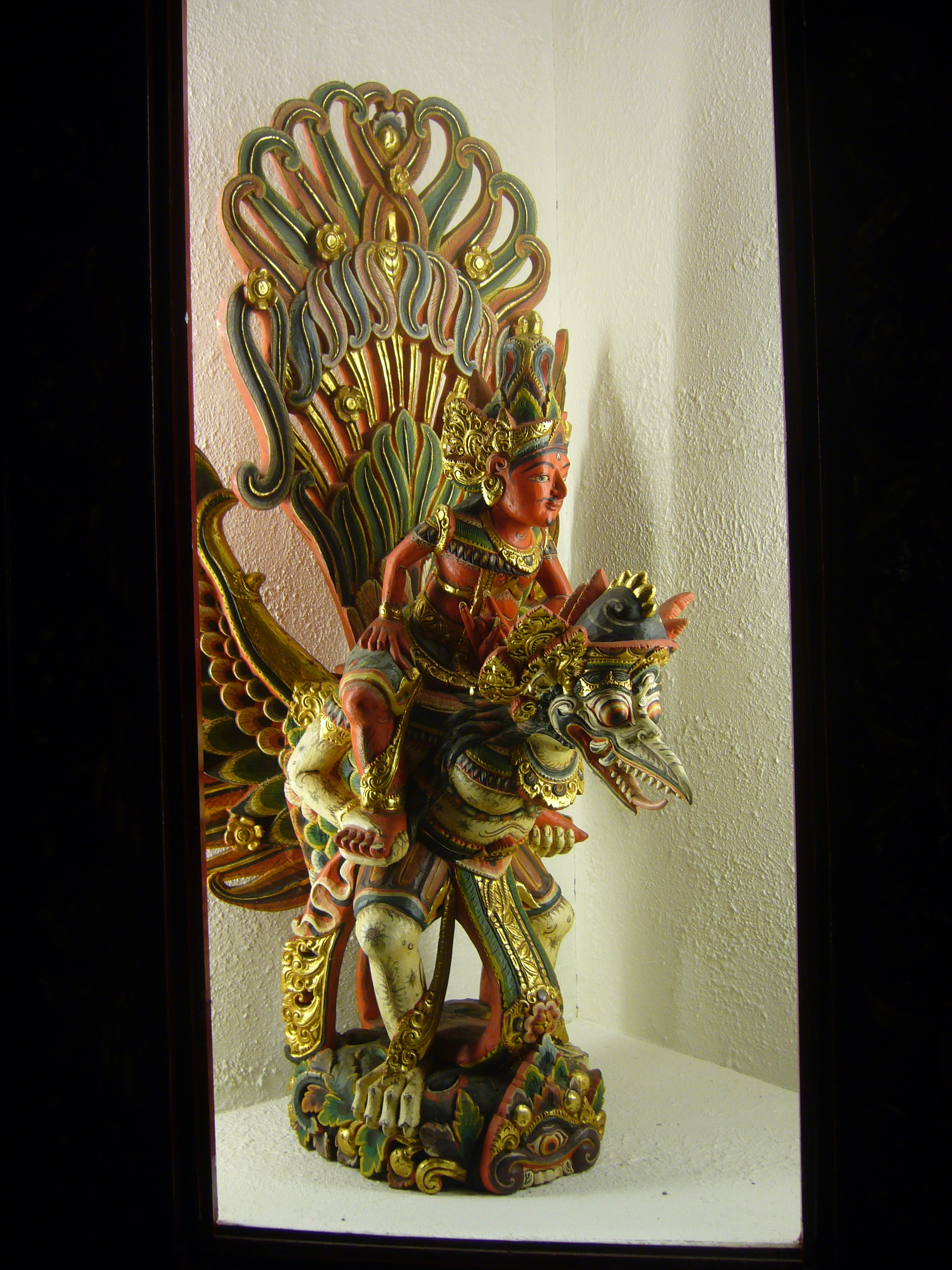
Balinees houtsnijwerk; Vishnu en Garoeda
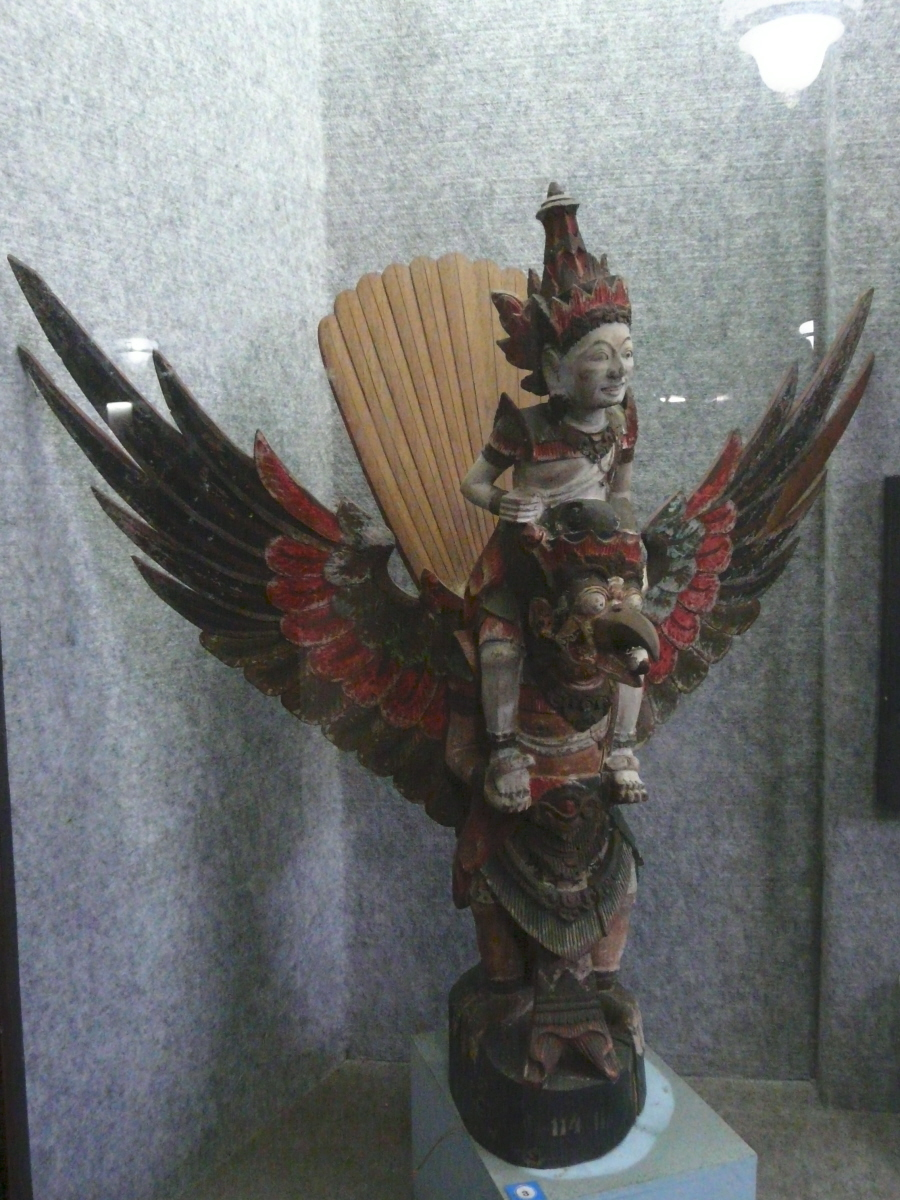
Balinees houtsnijwerk; Vishnu en Garoeda
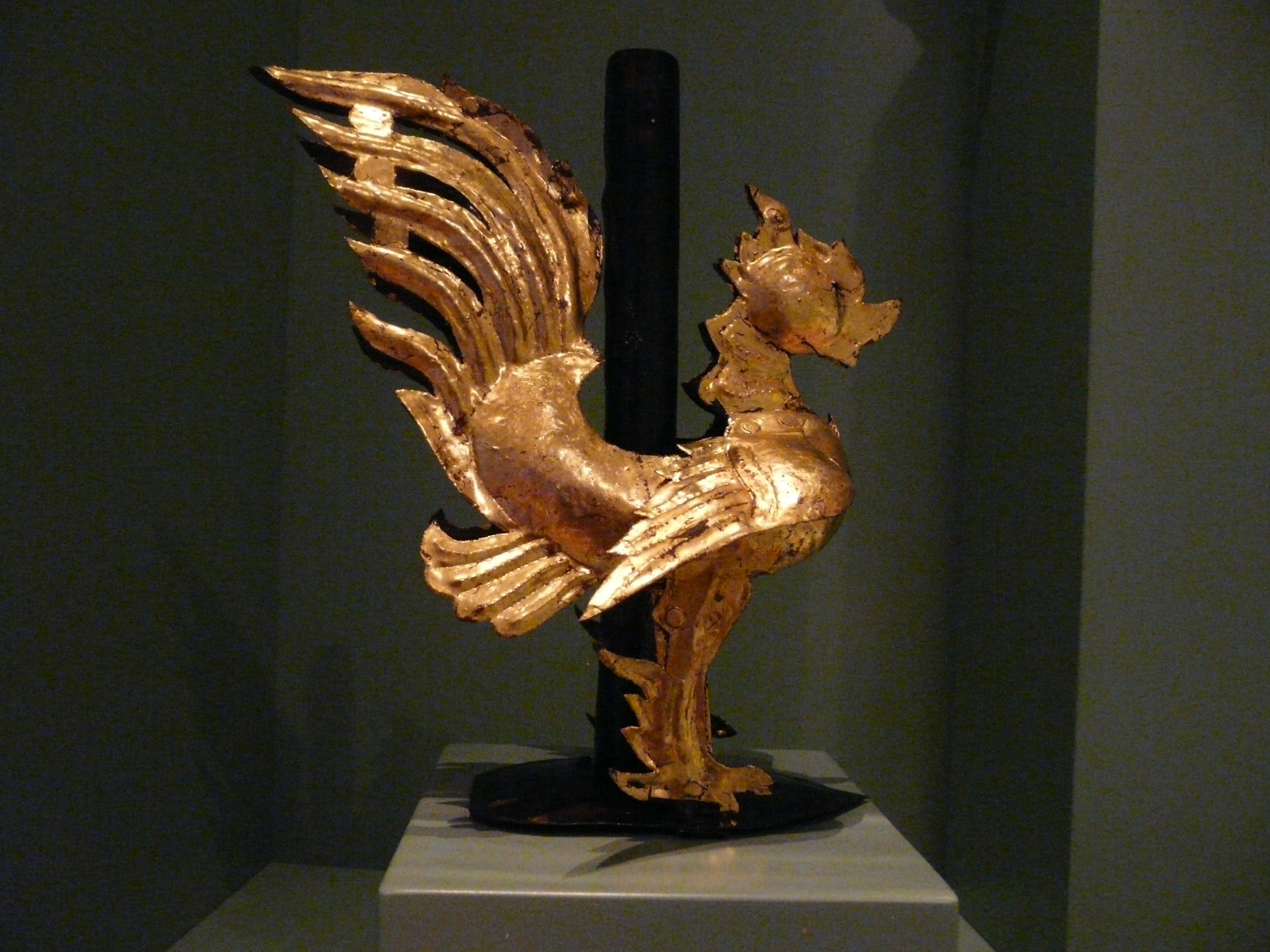
Garoeda van goud - Thailand, eerste helft van de 20e eeuw
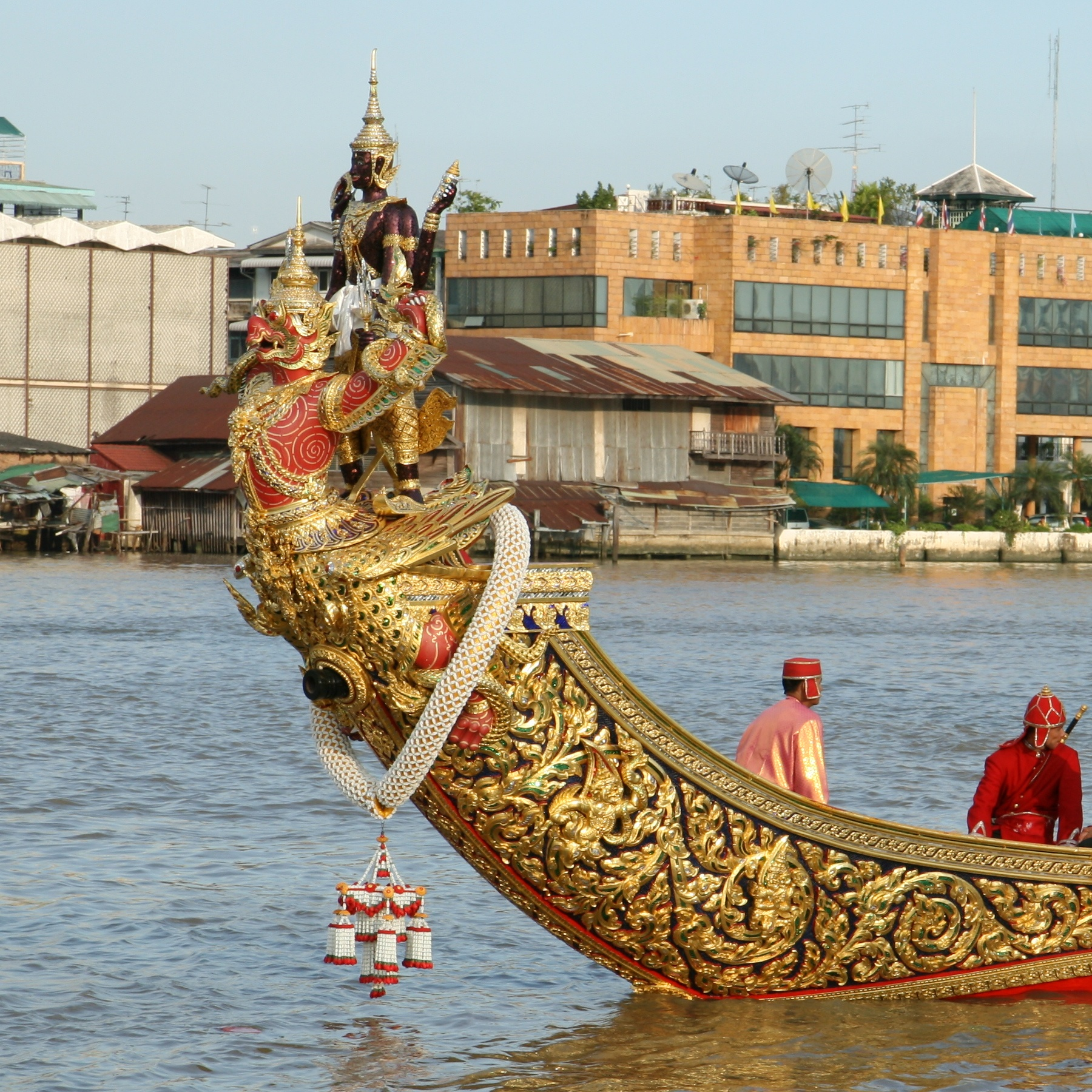
Garoeda en Vishnu als boegbeelden in Thailand
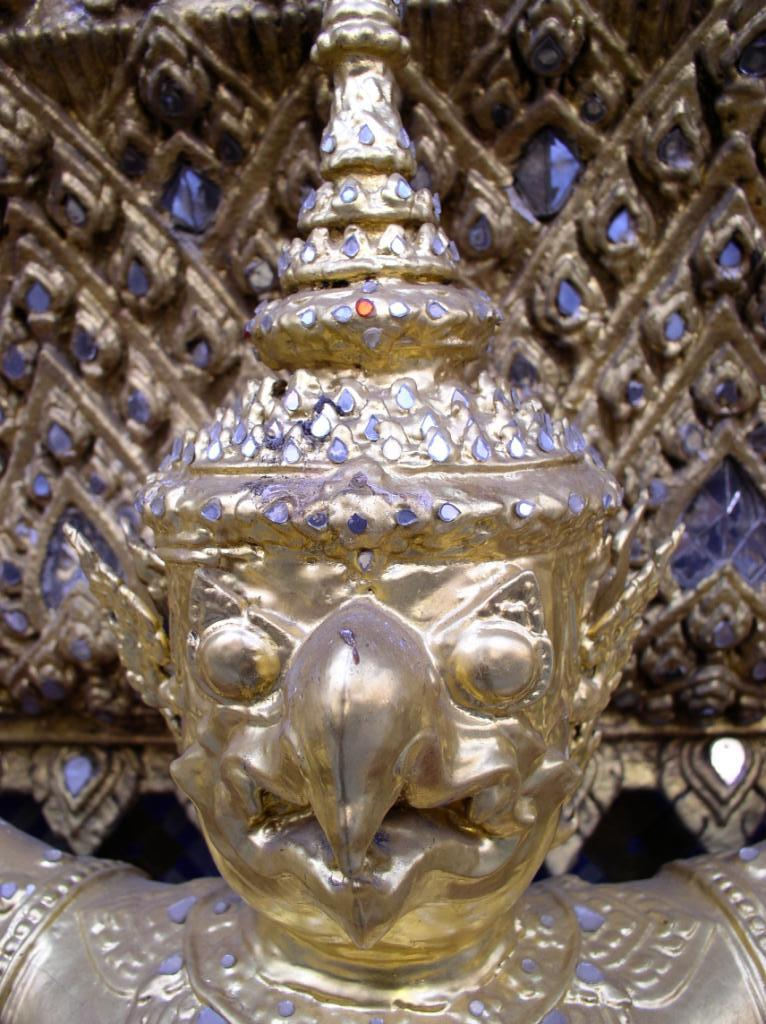
Detail van het hoofd van een Garoeda in Wat Phra Kaew, Bangkok
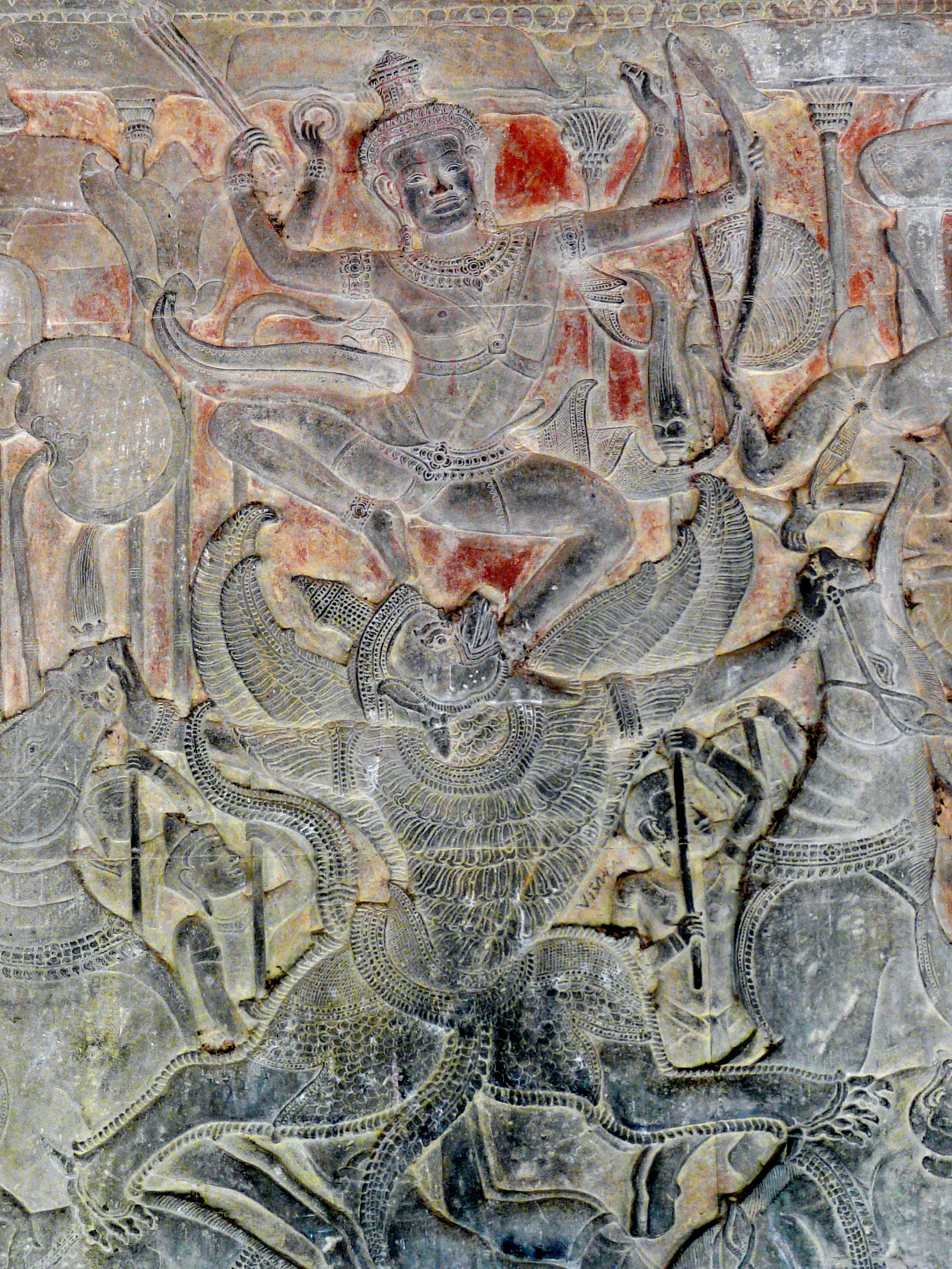
Vishnu op Garoeda tijdens het gevecht tussen de asura's en deva's, Angkor Wat
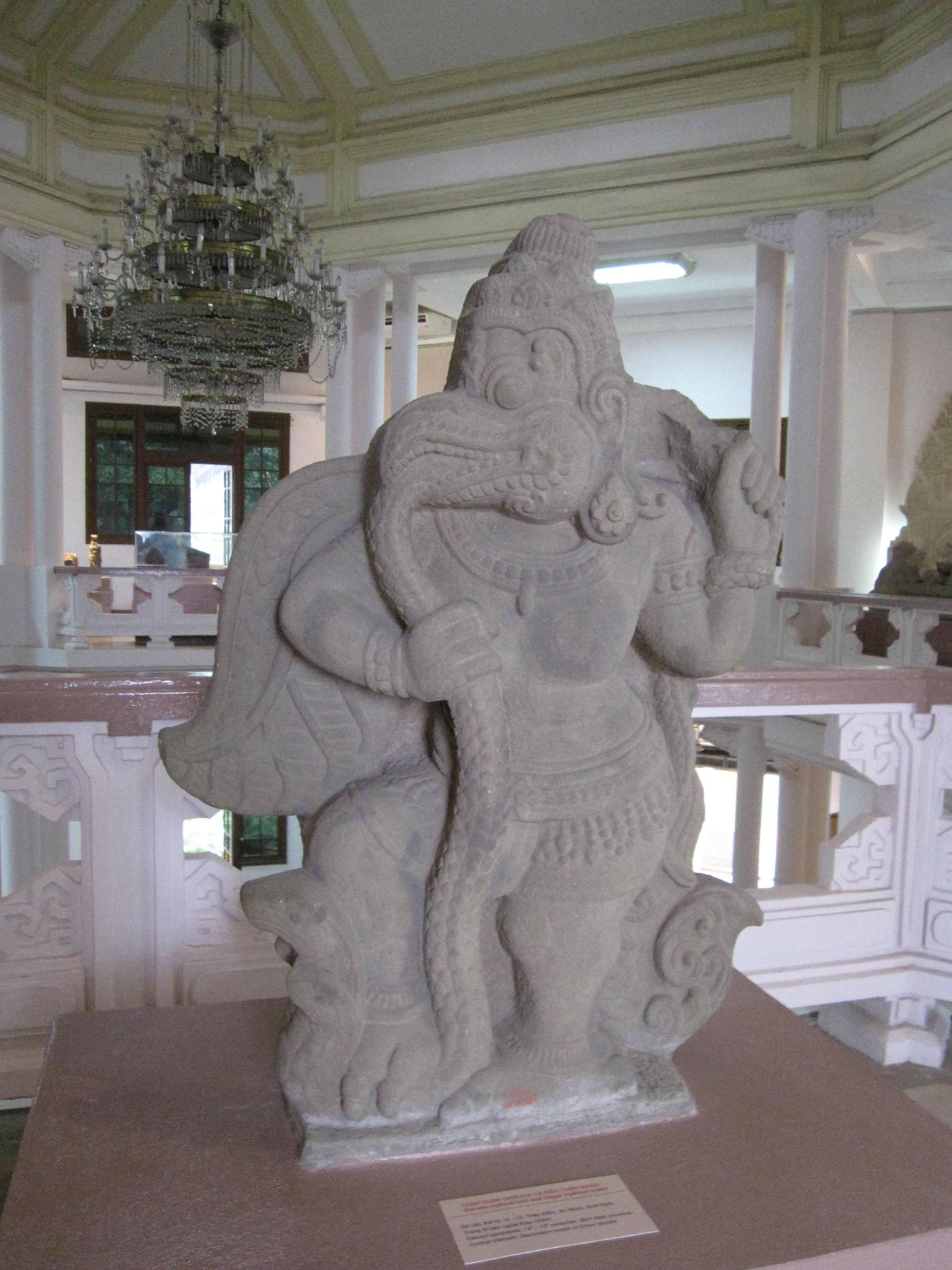
Garoeda eet een naga, 12e tot 13e eeuw
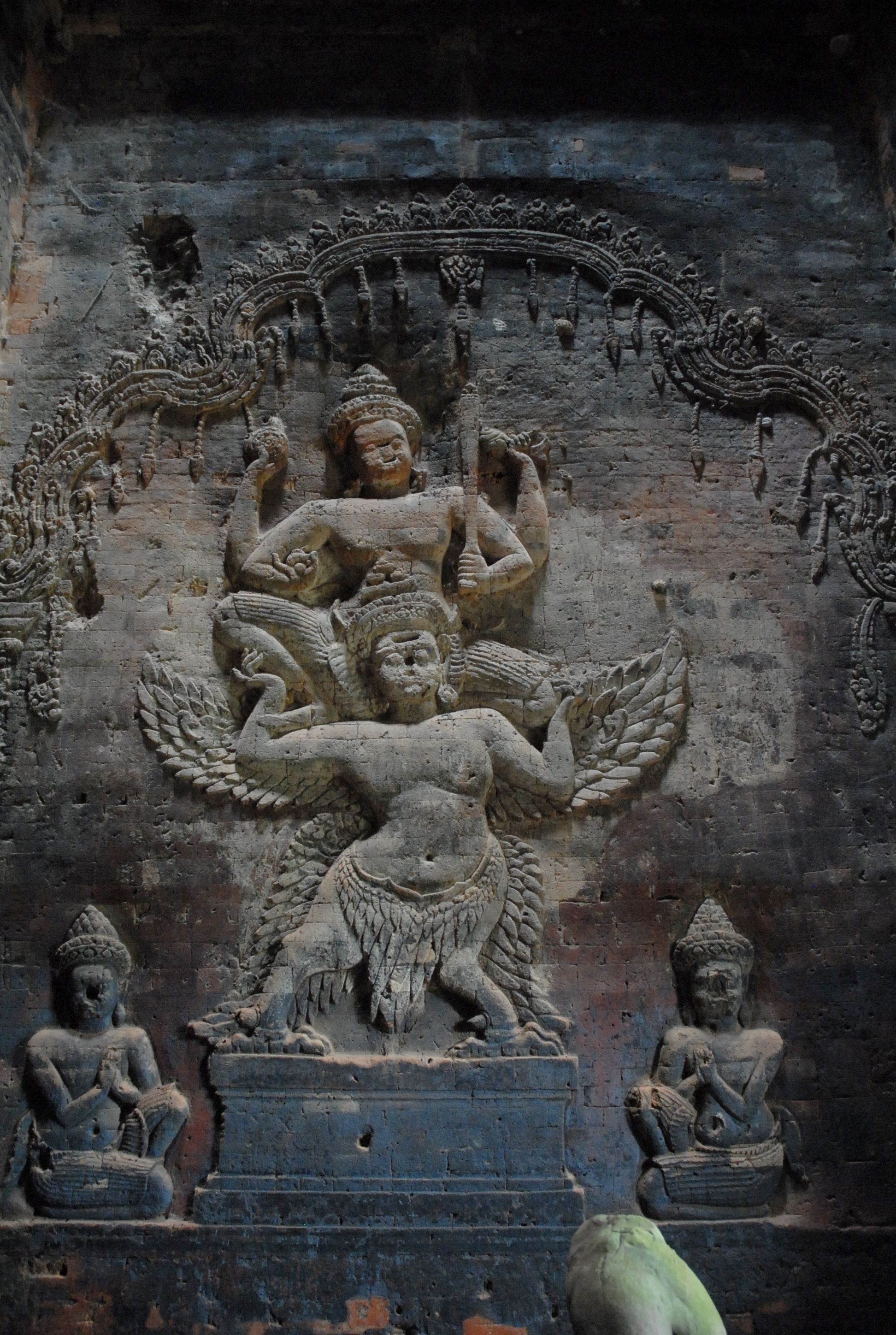
Vishnu op Garoeda in de Khmertempel Prasat Kravan